# Expressway to Yr. Skull
Expressway to Yr. Skull (рус. Автострада к твоему черепу) — песня американской альтернативной группы Sonic Youth, вошедшая на их третий лонгплей EVOL. Также она известна под названиями «Madonna, Sean and Me» (Мадонна, Шон и я, согласно обозначению на задней стороне альбома) и «The Crucifixion of Sean Penn» (Распятие Шона Пенна, согласно буклету со словами песен к EVOL).
Нил Янг назвал эту песню «лучшей гитарной работой десятилетия». Это одна из первых песен Sonic Youth, написанных совместно с их новым (после ухода Боба Берта) ударником Стивом Шелли; автором текста и вокалистом в ней является Торстон Мур. Исполнением «Expressway to Yr. Skull» завершается концертный фильм «1991: The Year Punk Broke». Это одна из немногих песен группы, которая играется почти на каждом концерте с момента её выхода. Критик Денис Салливан назвал песню «гранж-балладой», отметив её сильную мелодию и таинственное, гипнотическое настроение. На оригинальном виниловом релизе альбома «Expressway to Yr. Skull» завершала EVOL, хотя на CD-переизданиях также присутствует финальный бонус-трек «Bubblegum».